# Christen im Beruf
Der Verband Full Gospel Business Men's Fellowship International (FGBMFI), kurz: Christen im Beruf Deutschland e. V. versteht sich als evangelikal-charismatisch geprägte sogenannte Berufs- bzw. Standesmission und überkonfessionelle Vereinigung von Berufstätigen. Christen im Beruf ist der deutschsprachige Zweig der Full Gospel Business Men’s Fellowship International (FGBMFI) und besitzt die Rechtsform eines eingetragenen Vereins mit Sitz in Stuttgart. Die Geschäftsstelle des Vereins befindet sich in Wesel. Der frühere Namen des Vereins war von 1965 bis 2001 Geschäftsleute des vollen Evangeliums.

## Verbreitung
Nach eigenen Angaben arbeitet die FGBMFI in 160 Ländern.
Die Website weist für Deutschland ca. 85 Ortsgruppen, sogenannte Chapter, aus. Georg Schmid gibt für 2003 ca. 100 Chapters in Deutschland, 16 in der Schweiz und vier in Österreich an.

## Geschichte
Der 1994 verstorbene Demos Shakarian gründete im Jahr 1953 mit zwanzig weiteren Gründungsmitgliedern in Los Angeles / Kalifornien die erste FGBMFI-Ortsgruppe. Shakarian berichtet über verschiedene visionäre Erlebnisse, welche diese Gründung eines christlichen Geschäftsmänner-Verbandes veranlasst hätten. Im Jahr nach der Gründung konnte die erste Ausgabe
der bis heute existierenden verbandseigenen Zeitschrift VOICE herausgegeben werden, in der neun lokale Gruppen (chapters) der Geschäftsleute des vollen Evangeliums in den USA zu ihren Veranstaltungen einluden. 1956 entstanden erste Gruppen außerhalb der Vereinigten Staaten, so zum Beispiel in Toronto, Kalkutta, Monterrey, Hongkong und London.
Die Gründung der deutschen Sektion erfolgte 1958 in Stuttgart. Mitbeteiligt an dieser Gründung war die 1957 fast zeitgleich in Deutschland und in der Schweiz entstandene Internationale Vereinigung christlicher Geschäftsleute, deren Namen der deutsche Zweig auch zunächst übernahm. Zum Präsidenten der Vereinigung wurde Adolf Zisser berufen. Als seinen Stellvertreter wählte die Gründungsversammlung Eugene Bird, einen US-amerikanischen Offizier, der von 1964 bis 1972 Direktor des Kriegsverbrechergefängnisses Spandau und umstrittener Autor einer Heß-Biografie war.
1965 kam es nach einer starken Wachstumsphase zu einer Spaltung innerhalb der deutschen Sektion der FGBMFI. Vor allem die Ehemaligen der 1957 gegründeten Internationalen Vereinigung christlicher Geschäftsleute wehrten sich massiv gegen die pfingstlerischen Einflüsse, denen sich eine Reihe der lokalen Gruppen geöffnet hatte, und traten aus dem internationalen Verband der FGBMFI aus. Die pfingstlich orientierten Kreise, die beim internationalen Verband verblieben, starteten daraufhin neu unter dem Namen Geschäftsleute des vollen Evangeliums.
Ab 1991 war Dr. Ulrich Freiherr von Schnurbein erst der zweite Präsident der deutschen Vereinigung und übergab 2017 das Amt an Andreas Schreiber.
Seit 2001 trägt der deutschsprachige Zweig der FGBMFI den Namen Christen im Beruf und steht – entgegen seinen ursprünglichen Leitlinien – auch Frauen offen. Die letzte Namensänderung zeigt auch, dass nicht mehr nur Geschäftsleute die Zielgruppe dieser Vereinigung sind, sondern Berufstätige im weitesten Sinne.
Shakarian blieb bis zu seinem Tod Präsident der internationalen Vereinigung. Nachfolger wurde sein Sohn Richard Shakarian, der dieses Amt bis zu seinem Tod 2017 innehatte.

## Lehre und Ziele
Die Christen im Beruf bekennen sich zu den Lehraussagen des Apostolischen Glaubensbekenntnisses, setzen aber daneben besondere Akzente, die sie als evangelikal-charismatische Bewegung ausweisen. So halten sie die Bibel „in ihrer Gesamtheit [als] von Gott inspiriert und unfehlbarer Maßstab in Glaubens- und Verhaltensfragen“. Die persönliche Erfahrung der Geistestaufe gehört für sie zur geistlichen Grundausrüstung eines Christen – verbunden vor allem mit der Gabe der Zungenrede, aber auch weiteren im Neuen Testament aufgeführten Charismen. Ihr wichtigstes Anliegen sehen sie in der Befolgung des sogenannten Missionsbefehls Jesu.
Erklärtes Ziel des Vereins ist es, berufstätigen Christen verschiedener Konfessionen und Berufsschichten eine Plattform für geistlichen Erfahrungsaustausch im Alltag zu sein. Außerdem ist die intensive Weltevangelisation und Missionsarbeit gemäß dem Missionsbefehl mit nachfolgenden Zeichen ihr Ziel.
Um die Einheit zu wahren, werden Fragen, bei denen die Meinungen auseinandergehen können, ausgeklammert. Die Mitglieder bleiben in der Regel weiterhin in ihrer Kirche. Christen im Beruf verzichtet darauf, irgendeine Kirche zu empfehlen.

## Arbeitsweise und Organisation
Voraussetzung für die Mitgliedschaft in einem Chapter ist die Anerkennung der 10 Lehrsätze der FGBMFI. Der Besuch der in der Regel monatlichen Chapter-Abende steht jedoch allen Interessierten offen und übersteigt meist die Mitgliederzahl der einzelnen Ortsgruppe beträchtlich.
Die Chapter-Abende finden ausschließlich in öffentlichen Räumlichkeiten statt. Dazu gehören bewirtschaftete Vereins- und Bürgerhäuser, Hotels und Restaurants. Im Mittelpunkt einer Veranstaltung steht neben einem Essen, das jeder Teilnehmer selbst zu zahlen hat, der häufig zweiteilige Vortrag eines Gastredners, der von der Rolle des christlichen Glaubens in seinem persönlichen und beruflichen Werdegang berichtet. Es folgen Erfahrungsaustausch und Diskussion. Daneben gibt es die Möglichkeit zur persönlichen Aussprache und zum Fürbittegebet für private Anliegen.
Neben den örtlichen Treffen finden regionale Konferenzen und nationale Kongresse statt, die vom Deutschlandbüro der Christen im Beruf koordiniert und organisiert werden. Zum geschäftsführenden Vorstand gehören Andreas Schreiber (Präsident), Peter Rode (Vizepräsident), Klaus Dennstädt (Schatzmeister, * 28. März 1958), Luis Blanco, Georg Damböck und Baptist Deuber.

## Weitere Arbeitszweige
Christen im Beruf geben die deutschsprachige Ausgabe der internationalen FGBMFI-Zeitschrift VOICE heraus. Diese Zeitschrift erscheint vierteljährlich und trägt den Untertitel Forum zur Lebensgestaltung in Familie und Beruf. Die Redaktion befindet sich im so genannten Deutschlandbüro Deggendorf der Christen im Beruf.
Der sozialdiakonische Verein Miteinander e. V. ist ein weiterer Arbeitszweig. Über diesen Verein wird u. a. eine familienentlastende Einrichtung für behinderte Kinder und Jugendliche in Jerusalem unterstützt.
Darüber hinaus praktizieren Christen im Beruf die Zusammenarbeit mit anderen konfessionellen und überkonfessionellen Verbänden, die ähnliche Zielsetzungen verfolgen. So gehören sie zum Beispiel zum Trägerkreis der Christlichen Wirtschaftskonferenz und beteiligen sich an der Christlichen Kooperationsbörse.